# 야경: 죽음의 택시
"야경: 죽음의 택시"는 2017년에 개봉한 대한민국의 영화이다.
영화맞춤제작소가 제작하였으며 오인천 감독이 연출하였다.
파운드 푸티지 스타일의 공포 영화다. 
제41회 몬트리올 국제영화제 공식초청을 비롯 권위있는 영화제를 통해 주목을 받은 작품이다.
-제41회 몬트리올 국제영화제(포커스온월드시네마) 공식초청
-미국 로스앤젤레스 호러영화제(썸머시즌) 최우수감독상 수상
-미국 노스아메리칸 필름어워드 베스트스릴러상 수상
-스웨덴 베스테라스 국제영화제 공식 초청 

외 다수

## 캐스팅
- 주민하
- 정보름
- 정성훈
- 정서영